# 中巖圓月
中巖圓月，正安2年1月6日（1300年1月28日） - 文中4年/應安8年1月8日（1375年2月9日），日本臨濟宗僧人。出身相模國鎌倉，俗姓土屋，中巖為法號，謚號佛種慧濟禪師。
年少時於鎌倉壽福寺出家，後入醍醐寺學密宗。師事曹洞宗東明慧日。1325年（正中2年）入元學習，1332年（元弘2年）回國。
他曾私撰日本紀，説吳太伯是日本皇室始祖，六世孫移往筑紫成為神武天皇，成書後朝廷大怒加以焚毁不准流傳。